# Tytsjerksteradiel
Tytsjerksteradiel (en neerlandés Tietjerksteradeel) es un municipio neerlandés situado en la provincia de Frisia. Hasta 1989 su nombre oficial en neerlandés era Tietjerksteradeel.
Tenía una población de 31.987 habitantes (2014) sobre una superficie de 161,42 km², con una densidad de población de 216 hab/km². El municipio está formado por diecisiete núcleos de población, el mayor de los cuales es Burgum en idioma frisón, Bergum en neerlandés, y otra serie de aldeas menores. Algunos de estos núcleos albergan iglesias medievales, como la románica de Aldtsjerk del siglo XII, o la de Jistrum, Eestrum en neerlandés, de transición al gótico.

## Galería

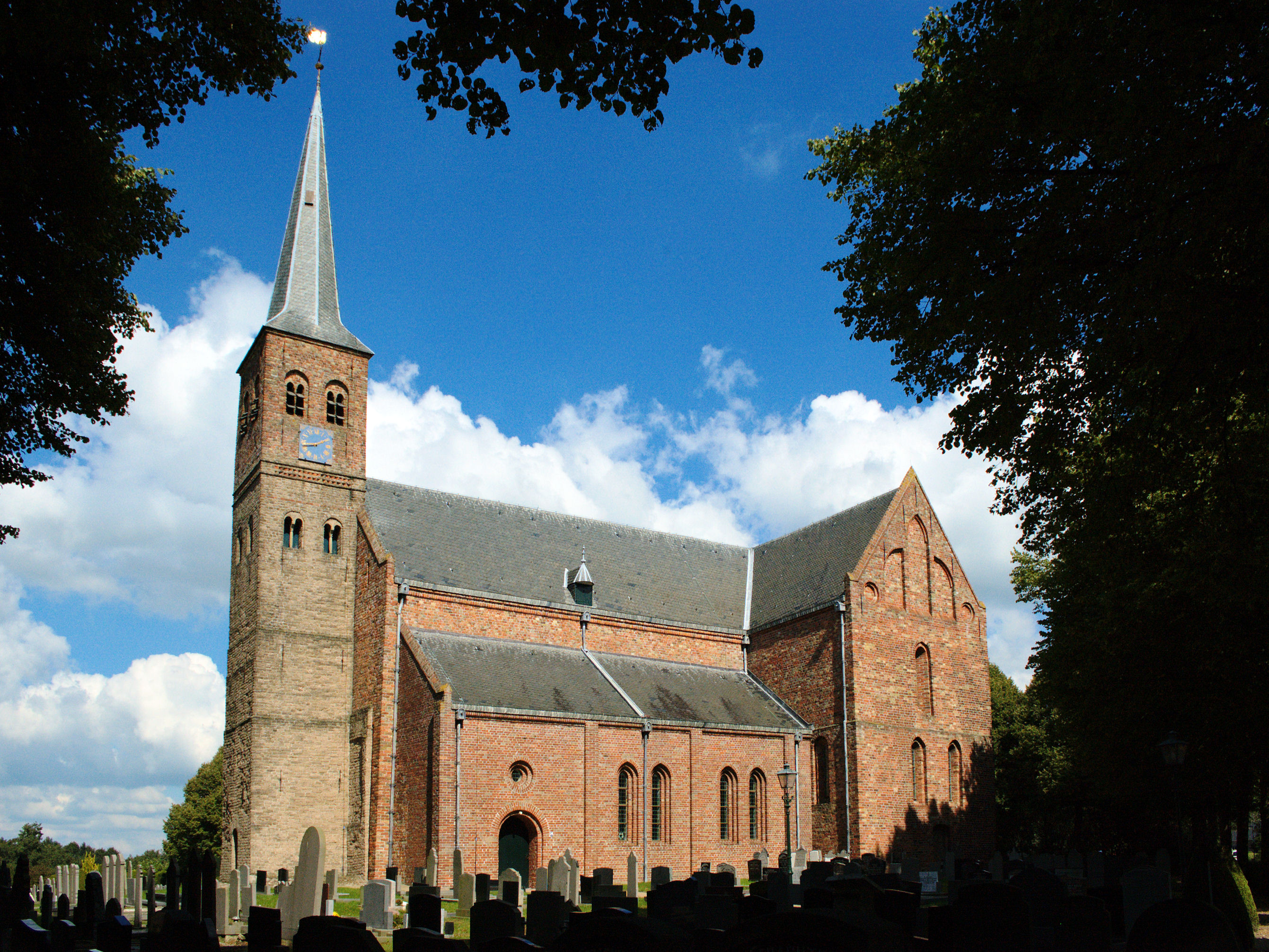
Burgum, la iglesia: de Kruiskerk
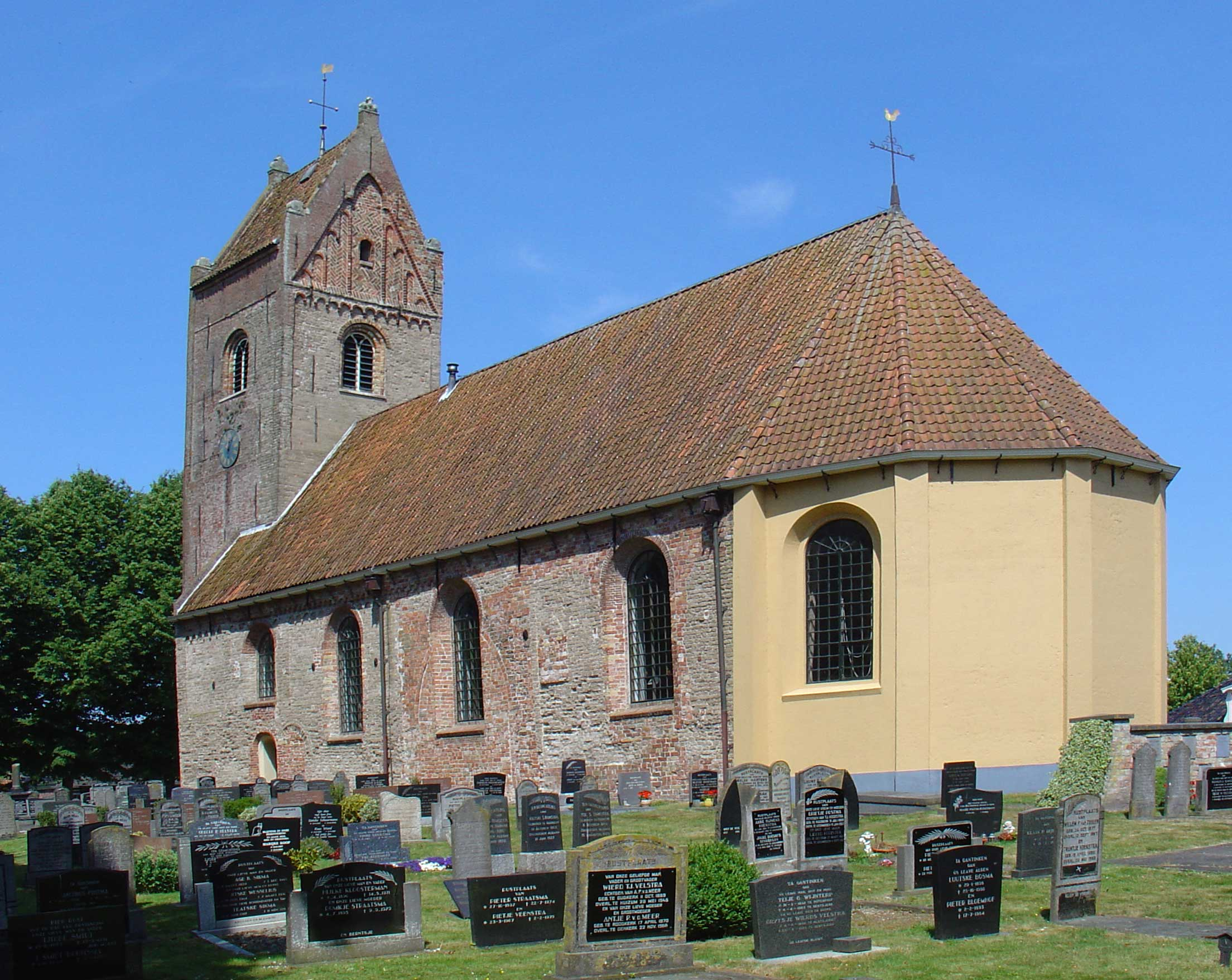
Aldtsjerk, la iglesia: Sint Pauluskerk
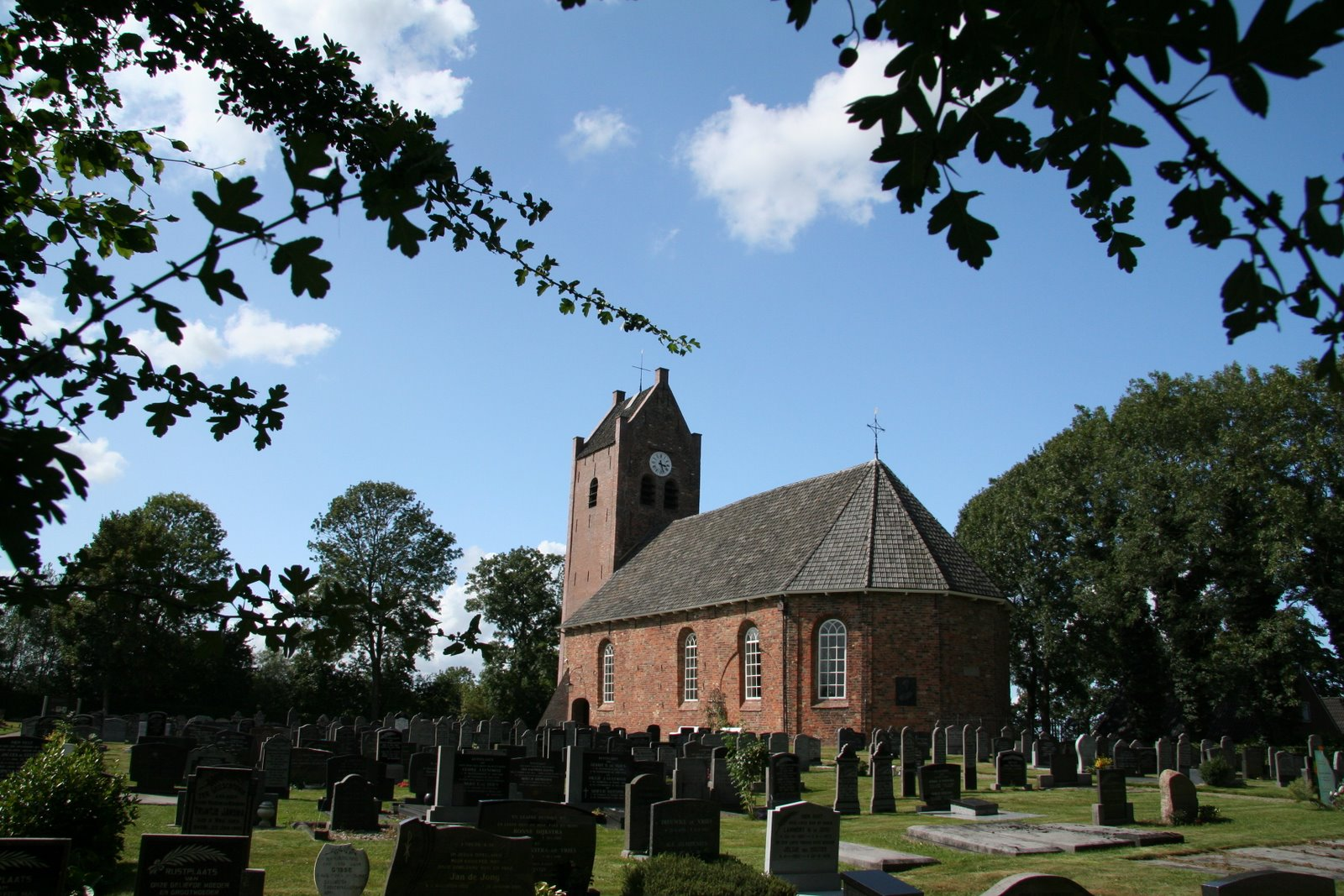
Oentsjerk, la iglesia: de Mariakerk.
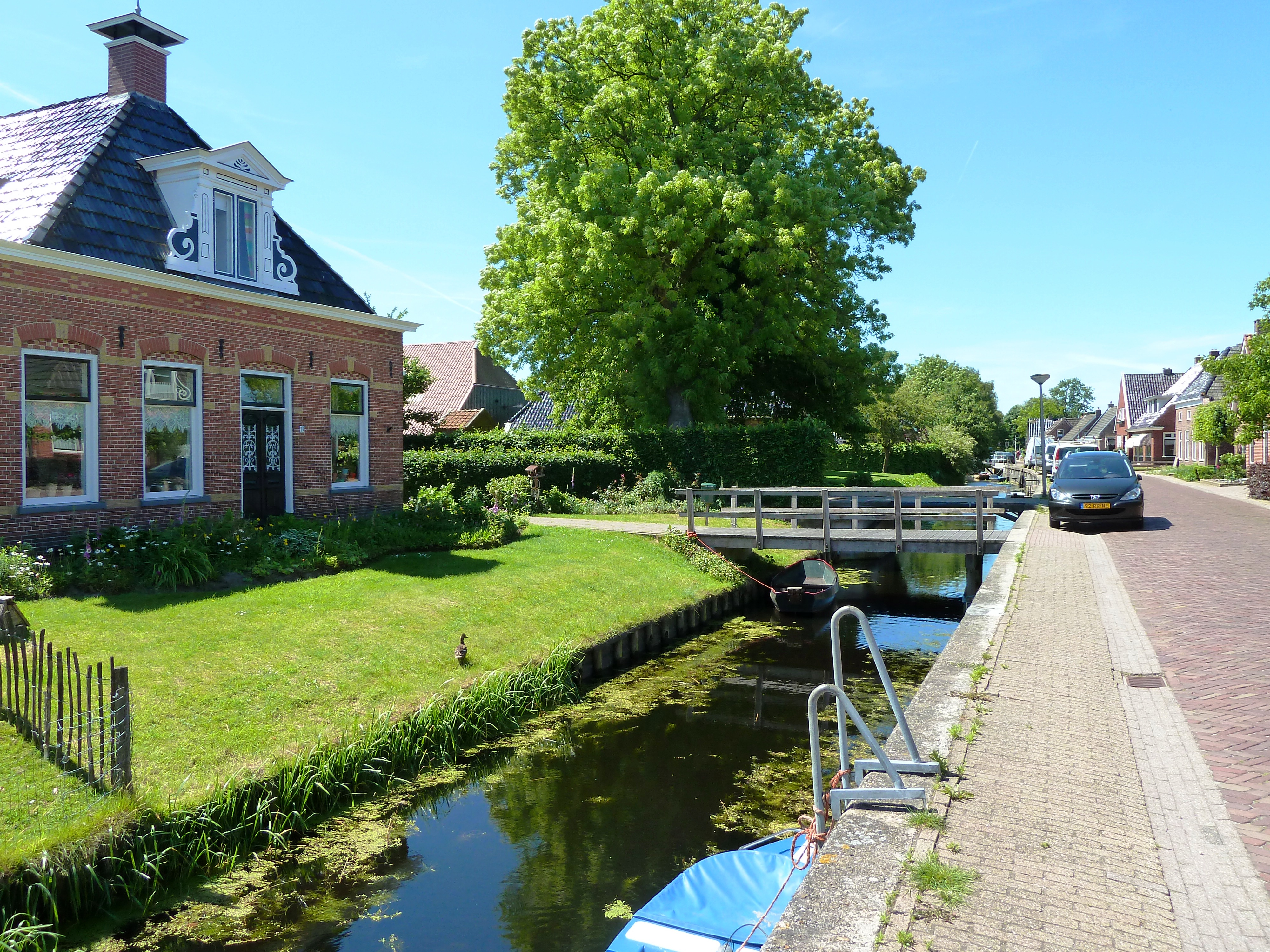
Feanwâldsterwâl
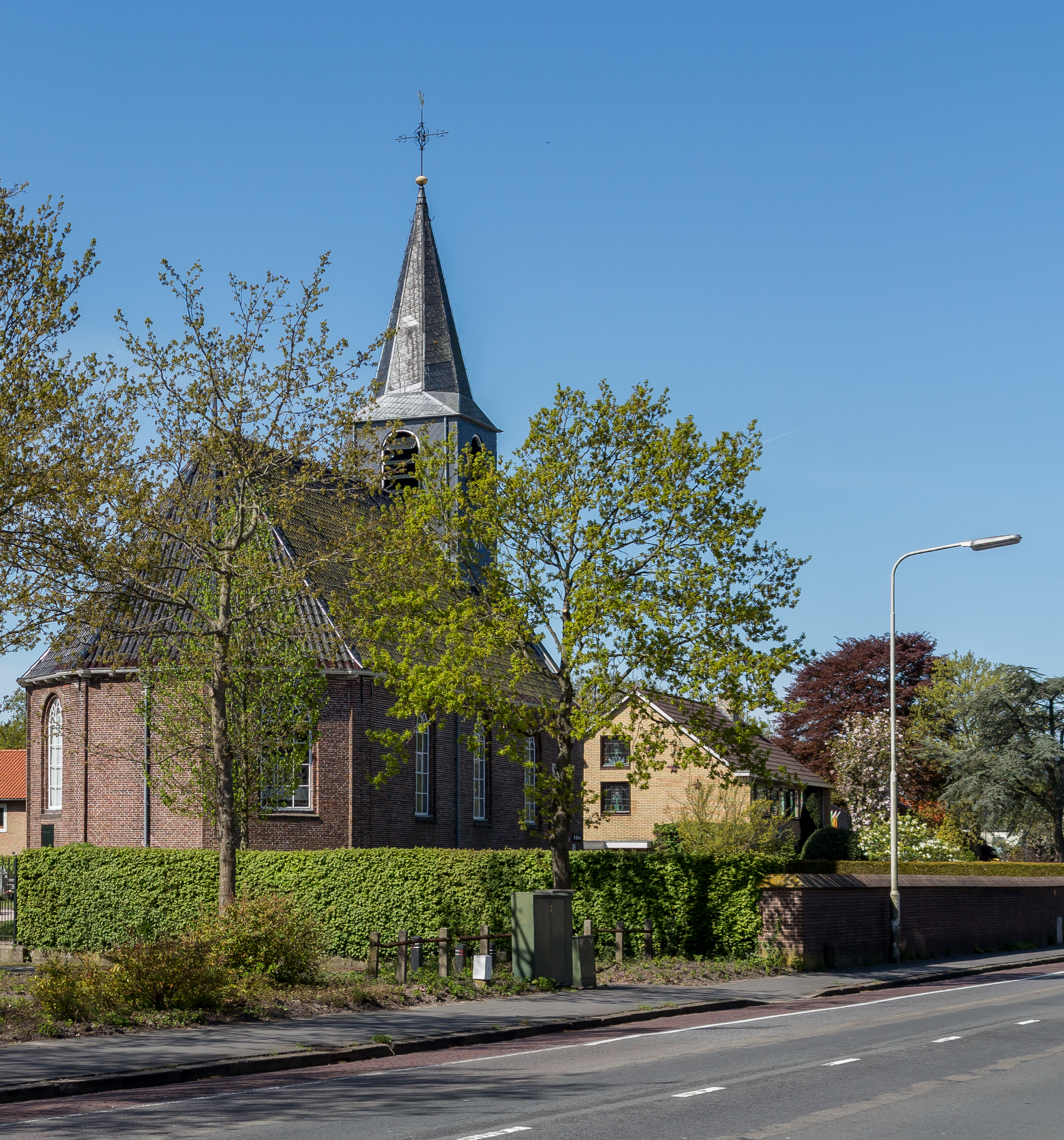
Hurdegaryp, la iglesia: de Hofkerk
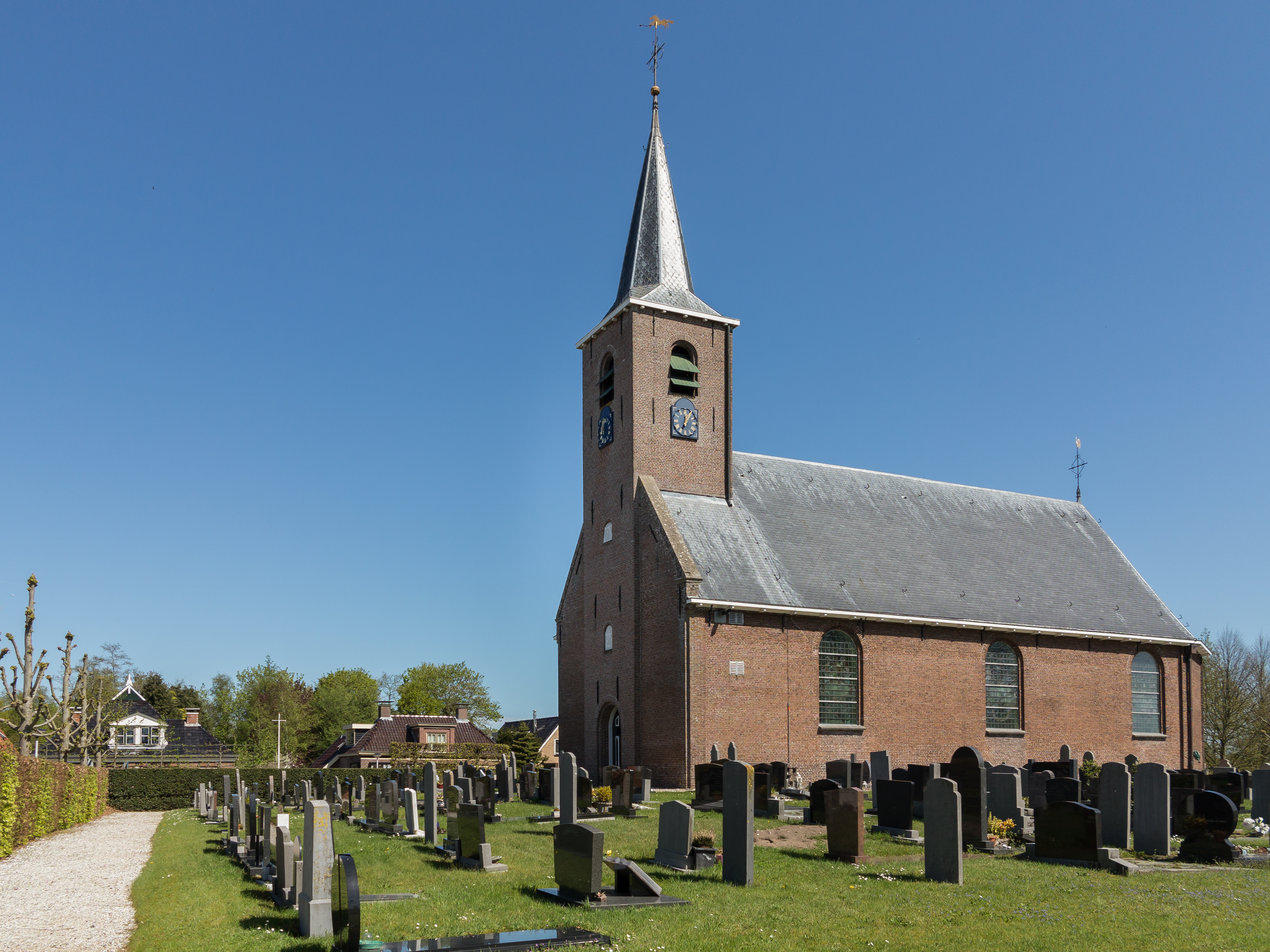
Sumar, la iglesia: de Dorpskerk
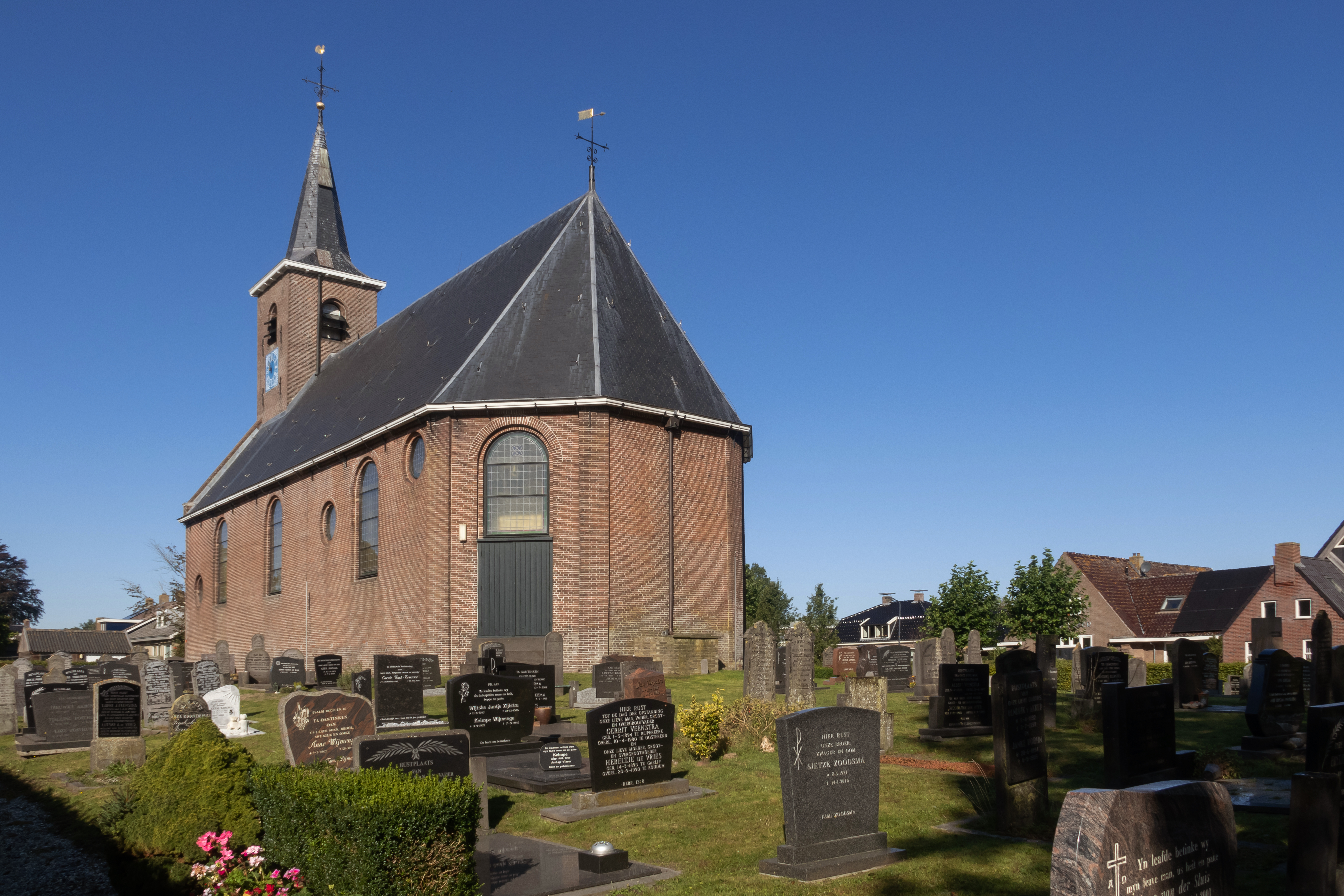
La iglesia de Rijperkerk